# قطعنامه ۲۰۹۵ شورای امنیت
قطعنامهٔ ۲۰۹۵ شورای امنیت سازمان ملل متحد سندی بین‌المللی دربارهٔ وضعیت در لیبی است. این قطعنامه طی نشست شورای امنیت سازمان ملل متحد در تاریخ ۱۴ مارس ۲۰۱۳ میلادی ( برابر ۲۴ اسفند ۱۳۹۱ ) با ۱۵ رأی موافق، ۰ مخالف و ۰ ممتنع به تصویب رسید.